# Lophostola cara
Lophostola cara là một loài bướm đêm trong họ Geometridae.